# Španělská princezna
Španělská princezna (v anglickém originále The Spanish Princess) je britsko-americký historický televizní seriál, který pro stanici Starz vytvořili Emma Frostová a Matthew Graham. Seriál vychází z románů Královský slib (The Constant Princess, 2005) a The King’s Curse (2014) od Philippy Gregoryové. Jedná se o pokračování seriálů Bílá královna a Bílá princezna. Děj sleduje život španělské princezny Kateřiny Aragonské (Charlotte Hopeová), která se jakožto první manželka krále Jindřicha VIII. (Ruairi O’Connor) stala anglickou královnou.
Prvních osm dílů bylo vysíláno od 5. května 2019. Dne 3. června 2019 si Starz objednal dalších osm epizod, které byly vysílány od 11. října 2020. Závěrečný díl seriálu byl uveden 29. listopadu 2020.

## Děj
Náctiletá princezna Kateřina Aragonská, dcera španělských vládců Isabely a Ferdinanda, konečně odjíždí do Anglie, aby se provdala za svého snoubence Artura, princ z Walesu, dědice krále Jindřicha VII. Anglického. Kateřina, zasnoubená s Arturem od dětství, čelí nepřijetí anglického dvora, ale i přesto se ona a její doprovod, včetně dvorní dámy Liny, která je maurského původu, snaží přizpůsobit novému prostředí. Kateřina je zděšená, když zjistí, že romantické dopisy, které obdržela, psal ve skutečnosti Arturův mladší bratr, arogantní Jindřich, vévoda z Yorku. Po Arturově náhlé smrti je její osud jakožto sjednotitelky Španělska a Anglie v ohrožení – dokud nezačne usilovat o ruku prince Jindřicha.

## Obsazení

### Hlavní role
- Charlotte Hopeová jako princezna Kateřina Aragonská, později anglická královna
- Ruairi O’Connor jako Harry, vévoda z Yorku, později král Jindřich VIII. Anglický
- Alicia Borracherová jako královna Isabela Kastilská
- Elliot Cowan jako král Jindřich VII. Anglický
- Alexandra Moenová jako Alžběta z Yorku, anglická královna
- Angus Imrie jako Artur, princ z Walesu
- Stephanie Levi-Johnová jako Lina de Cardonnes, moriská dvorní dáma Kateřiny Aragonské
- Nadia Parkesová jako Rosa de Vargas, dvorní dáma Kateřiny Aragonské
- Harriet Walterová jako Markéta Beaufortová, králova matka
- Andrew Buchan jako Thomas More
- Laura Carmichaelová jako Markéta „Maggie“ Poleová
- Georgie Henleyová jako princezna Markéta „Meg“ Tudorovna, později skotská královna
- Sai Bennettová jako princezna Marie Anglická, později francouzská královna. (Mladou princeznu Marii hraje Isla Merrick-Lawlessová.)
- Daniel Cerqueira jako de Fuensalida, španělský velvyslanec v Anglii
- Aaron Cobham jako Oviedo, španělský muslimský kušař a strážce princezny Kateřiny Aragonské
- Philip Cumbus jako Thomas Wolsey
- Antonio de la Torre jako král Ferdinand II. Aragonský
- Peter Egan jako generál Thomas Howard
- Alba Galochaová jako královna Jana Kastilská
- Chloe Harrisová jako lady Alžběta „Bessie“ Blountová
- Gordon Kennedy jako John Stewart, vévoda z Albany
- Alan McKenna jako sir Richard Pole
- Richard Pepper jako Thomas Boleyn, hrabě z Wiltshire
- Jordan Renzo jako Charles „Charlie“ Brandon
- Olly Rix jako Edward Stafford
- Ray Stevenson jako král Jakub IV. Skotský

### Vedlejší role
- Mamadou Doumbia jako John Blanke
- Morgan Jones jako Edmund Dudley
- Nick Barber jako Edmund de la Pole
- Mimi De Wintonová (1. část) a Amelia Gethingová (2. část) jako Ursula Poleová
- Arthur Bateman (1. část) a Clark Butler (2. část) jako Reggie Pole
- Matt Carr (1. část) a Theo Ancient (2. část) jako Henry Pole
- Luke Mullins jako William Compton
- Moe Idris jako Negasi
- Mark Rowley jako Alexander Stewart
- Andrew Rothney jako Angus Douglas
- Brian Ferguson jako Gavin Douglas
- Jamie Michie jako Hume
- Alice Nokesová jako Anna Boleynová
- Bessie Coatesová jako Marie Boleynová
- Christopher Craig jako král Ludvík XII. Francouzský
- Milo Callaghan jako Henry Stafford
- Thoren Ferguson jako Hal Stewart
- Billie Gadsdonová jako princezna Marie
- Lewis Russell jako Jamie

### Hosté
- Kenneth Cranham jako biskup John Morton
- Patrick Gibson jako Richard z Yorku
- Luka Peroš jako Kryštof Kolumbus
- Norman Bowman jako William Dunbar
- Philip Andrew jako Filip I. Kastilský
- Philip McGinley jako George Neville
- Sam John jako Karel Burgundský, později španělský král a císař Svaté říše římské
- Ian Pirie jako George Douglas
- Tessa Bonhamová Jonesová jako Anna Hastingsová
- Molly Veversová jako Jane Stewartová
- Paul Forman jako král František Francouzský
- Jimmy Walker jako John Lincoln
- Nathanael Jones jako Jindřich Fitzroy

## Produkce

### Vývoj
Dne 15. března 2018 bylo oznámeno, že Starz schválil výrobu seriálu. Emma Frostová a Matthew Graham byli jmenováni showrunnery a výkonnými producenty spolu s Colinem Callenderem, Scottem Huffem, Charliem Pattinsonem a Charliem Hamptonem. Na projektu se podílely produkční společnosti All3 Media's New Pictures a Playground.
Dne 17. května 2018 bylo oznámeno, že první dva díly bude režírovat Birgitte Stærmoseová, přičemž většinu epizod natočí ženy.
Dne 3. června 2019 Starz oznámil, že seriál bude pokračovat druhou částí o osmi epizodách. Graham a Frost uvedli, že původně plánovali 16 dílů, ale vytvořili přirozené zakončení po osmé epizodě, kdyby k pokračování nedošlo. Druhá část měla být vysílána v roce 2020, přičemž hlavní hvězdy Charlotte Hopeová a Ruairi O'Connor se vrátili jako Kateřina a Jindřich. Showrunnerka Emma Frostová 9. června 2019 potvrdila, že Georgie Henleyová a Olly Rix (představující Meg Tudorovnu a Edwarda Stafforda) se také vrátí, přičemž role Meg bude ve druhé části výrazná: „Příběh se odehrává ve Skotsku, kde se Španělská princezna prolíná s Cizinkou.“ Stafford se měl navíc dočkat jistého vykoupení.
Agent Richarda Peppera potvrdil 8. května 2020, že se jeho postava Thomase Boleyna, hraběte z Wiltshire, vrátí. Návrat Jordana Renza jako Charlese Brandona byl potvrzen teaserem k druhé části 7. května 2020. V rozhovoru s Emmou Frostovou a Matthewem Grahamem bylo dále potvrzeno, že se vrátí Laura Carmichaelová a druhá část se bude odehrávat více mezi Francií, Anglií a Skotskem a bude vyprávět tři propojené příběhy.

### Obsazení
Společně s oznámením o režii bylo potvrzeno, že do seriálu byli obsazeni Charlotte Hopeová, Stephanie Levi-Johnová, Angus Imrie, Harriet Walterová, Laura Carmichaelová, Ruairi O'Connor, Georgie Henleyová, Elliot Cowan, Alexandra Moenová, Philip Cumbus, Nadia Parkesová, Aaron Cobham, Alan McKenna, Richard Pepper, Olly Rix, Jordan Renzo, Daniel Cerqueira a Alicia Borracherová.

### Natáčení
Natáčení bylo zahájeno 15. května 2018 ve Wellské katedrále ve Wellsu v Somersetu. Natáčení skončilo v říjnu 2018.
Natáčení druhé části začalo 26. září 2019 a skončilo 11. března 2020, den před zavedením lockdownu kvůli pandemii covidu-19. Některé scény se natáčely v oblasti Mendip Hills, která představovala bojiště u Floddenu.

## Vysílání
Dne 20. prosince 2018 byly zveřejněny první oficiální fotografie ze seriálu. Teaser trailer vyšel 25. ledna 2019. 
Dne 7. března 2019 bylo oznámeno, že premiéra seriálu proběhne 5. května 2019. Trailer k druhé části byl vydán 10. září 2020, přičemž epizody měly premiéru od 11. října 2020.

## Přijetí

### Kritické ohlasy
Seriál ve Spojených státech amerických obdržel smíšené až pozitivní recenze. Na webu pro agregaci recenzí Rotten Tomatoes má první část seriálu hodnocení schválení 75 % na základě 12 recenzí s průměrným hodnocením 7,13/10. Kritický konsenzus webu uvádí: „Španělská princezna kombinuje televizní melodrama s nádherně zpracovanými historickými scénami, aby nabídla komplexnější — i když stále ne zcela dokonalý — portrét často přehlížené královny.“
Na webu Metacritic, který používá vážený průměr, získal seriál skóre 73 ze 100 na základě šesti kritik, což naznačuje „obecně příznivé recenze“.
Ve Španělsku seriál po vydání vyvolal zvědavost, ale později byl přijat s tvrdou kritikou a unavenou lhostejností. Kritici jej obvinili z „hrubé historické nepřesnosti“ a některá média ho označila za „urážlivý“, „zraňující“ a „plný stereotypů, což je bohužel očekávané“. Deník ABC napsal, že seriál „zkresluje a ponižuje [Kateřininu] historii“.
Deník 20minutos a televizní rubrika eldiario.es jej oba označily za „jeden z nejhorších seriálů o španělské historii“.

### Sledovanost
| Číslo | Název                     | Datum vysílání     | Sledovanost (18–49 let) | Počet diváků (miliony) | Počet DVR diváků (miliony) | Celkový počet diváků (miliony) |
| ----- | ------------------------- | ------------------ | ----------------------- | ---------------------- | -------------------------- | ------------------------------ |
| 1     | „Nový svět“               | 5. května 2019     | 0,05                    | 0,393                  | —                          | —                              |
| 2     | „Horečnatý sen“           | 12. května 2019    | 0,05                    | 0,398                  | 0,464                      | 0,862                          |
| 3     | „Smělý plán“              | 19. května 2019    | 0,07                    | 0,456                  | 0,503                      | 0,959                          |
| 4     | „Bitva o Jindru“          | 26. května 2019    | 0,07                    | 0,500                  | 0,556                      | 1,056                          |
| 5     | „Svár srdce s povinností“ | 2. června 2019     | 0,06                    | 0,546                  | 0,512                      | 1,058                          |
| 6     | „Zdvořilý únos“           | 9. června 2019     | 0,06                    | 0,493                  | —                          | —                              |
| 7     | „Vše je ztraceno“         | 16. června 2019    | 0,06                    | 0,509                  | 0,560                      | 1,069                          |
| 8     | „Osud“                    | 23. června 2019    | 0,05                    | 0,528                  | 0,481                      | 1,010                          |
| 9     | „Kamelot“                 | 11. října 2020     | 0,04                    | 0,252                  | —                          | —                              |
| 10    | „Flodden“                 | 18. října 2020     | 0,02                    | 0,173                  | —                          | —                              |
| 11    | „Zármutek“                | 25. října 2020     | 0,03                    | 0,180                  | —                          | —                              |
| 12    | „Ta druhá“                | 1. listopadu 2020  | 0,02                    | 0,233                  | —                          | —                              |
| 13    | „Mor“                     | 8. listopadu 2020  | 0,03                    | 0,221                  | —                          | —                              |
| 14    | „Brokátové pole“          | 15. listopadu 2020 | 0,03                    | 0,234                  | —                          | —                              |
| 15    | „Víra“                    | 22. listopadu 2020 | 0,04                    | 0,290                  | —                          | —                              |
| 16    | „Klid“                    | 29. listopadu 2020 | 0,02                    | 0,315                  | —                          | —                              |

## Vydání domácích médií
| Část   | Datum vydání DVD  | Datum vydání DVD  | Datum vydání DVD | Datum vydání Blu-ray | Datum vydání Blu-ray |
| Část   | Region 1          | Region 2          | Region 4         | Region A             | Region B             |
| ------ | ----------------- | ----------------- | ---------------- | -------------------- | -------------------- |
| Část 1 | 13. srpna 2019    | 12. srpna 2019    | —                | 13. srpna 2019       | —                    |
| Část 2 | 20. července 2021 | 19. července 2021 | —                | —                    | —                    |